# Роза Отунбаєва
Ро́за Исаковна Отунба́єва (кирг. Роза Исак кызы Отунбаева; нар. 23 серпня 1950, Фрунзе (за ін. даними Ош) — киргизська політикиня, лідерка Соціал-демократичної партії Киргизстану, перехідний президент Киргизстану (2010–2011).
Внаслідок квітневої революції у Киргизстані очолила «уряд народної довіри». 19 травня 2010 року спеціальним декретом Тимчасового уряду Киргизстану Отунбаєву проголосили Президентом Киргизстану перехідного періоду, що підтвердив референдум 27 червня 2010 року.

## Освіта
У 1972 закінчила філософський факультет Московського державного університету, після чого вступила в аспірантуру того ж університету. У 1975 захистила в Москві дисертацію «Критика фальсифікації марксистсько-ленінської діалектики філософами Франкфуртської школи», після чого здобула ступінь кандидата філософських наук.
У 1975–1981 працювала в Киргизькому державному університеті у Фрунзе викладачем, старшим викладачем, завідувачем кафедри діалектичного матеріалізму.

## Політична кар'єра
У 1981 перейшла на партійну роботу в КПРС.
1981–1983 — другий секретар Ленінського районного комітету партії
1983–1986 — другого секретаря Фрунзенського міського комітету партії КПРС.
1986–1989 — займала посади заступника голови Ради міністрів Киргизької РСР, також міністра закордонних справ.
1989–1991 — голова Комісії МЗС СРСР зі справ ЮНЕСКО.
Після розпаду СРСР працювала на високих посадах у незалежному Киргизстані:
1992 — віце-прем'єр в уряді Турсунбека Чингишева, міністерка закордонних справ.
1992–1994 — посолка Киргизстану у США та Канаді.
1994–1997 — міністерка закордонних справ Киргизстану.
У 1997 вирішила піти з уряду. Того ж року зайняла посаду посолки Киргизстану у Великій Британії та Ірландії.
Робота послом принесла Отунбаєвій популярність за кордоном. З травня 2002 вона зайняла посаду заступниці спеціального представника Генерального секретаря ООН в Грузії. В цей період була спеціальною представницею Генерального секретаря ООН з урегулювання грузинсько-абхазького конфлікту.
13 грудня 2004 разом із Дооронбеком Садирбаєвим очолила організаційний комітет новоствореного опозиційного руху Ата-Журт.
Після Тюльпанової революції у березні 2005, що призвела до повалення президента Аскара Акаєва та приходу на його посаду Курманбека Бакієва, Отунбаєву було знову призначено на посаду міністерки закордонних справ країни.
Після президентських виборів 10 липня 2005 кандидатуру Рози Отунбаевої на пост глави МЗС не було затверджено киргизьким парламентом. 
З грудня 2007 — депутатка парламенту і членка парламентської фракції опозиційної Соціал-демократичної партії Киргизстану, з жовтня 2009 року — керівнийя цієї парламентської фракції. 
Знає киргизьку, російську, англійську та французьку мови.
7 квітня 2010 очолила «уряд народної довіри», що прийшов на зміну уряду Даніяра Усенова внаслідок революції у Киргизстані.
21 травня 2010 після надання їй повноважень Президента Киргизстану перехідного періоду покинула партію.